# Julius Nilsson

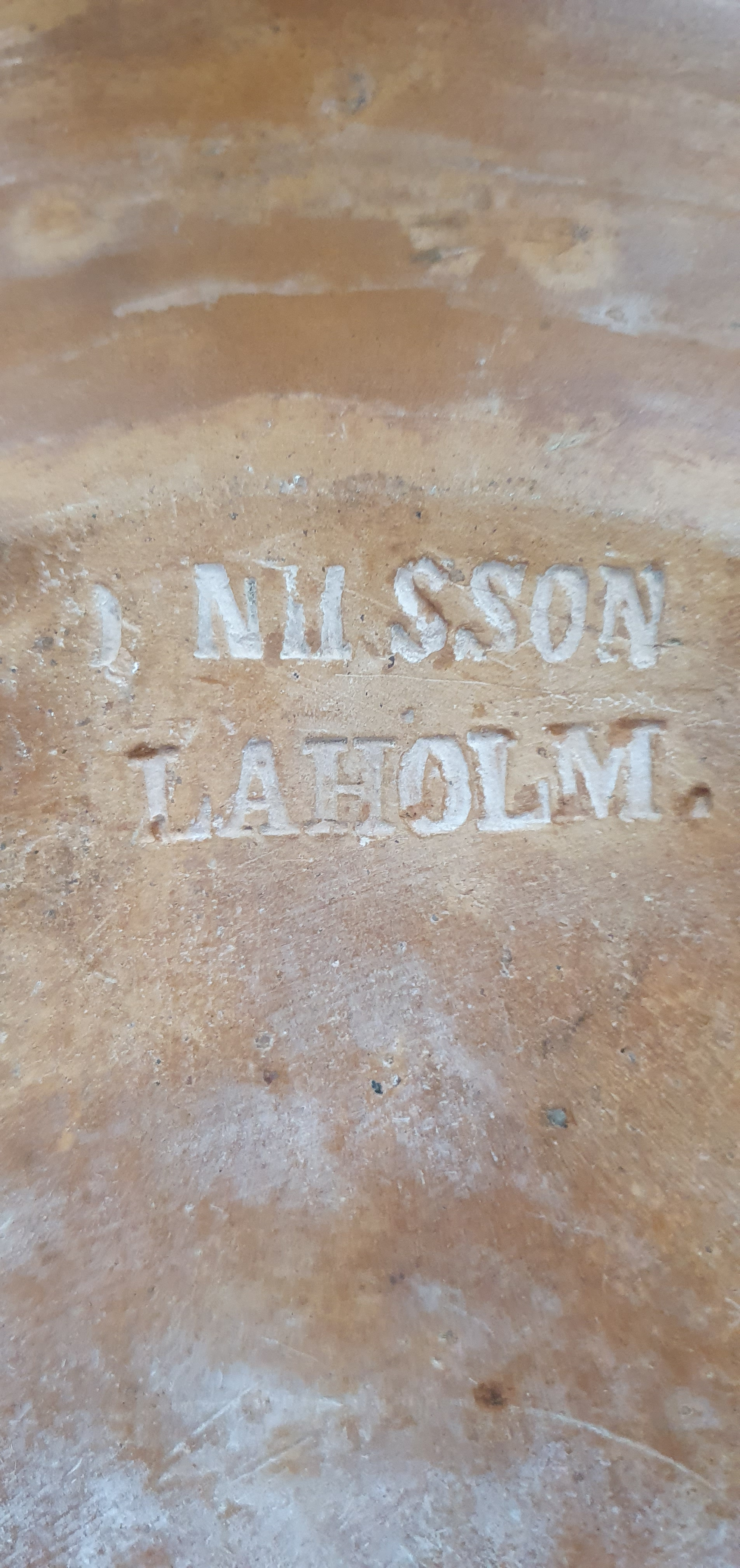
Julius Nilssons stämpel på ett fat.

Gustaf Julius Nilsson (kallas Pottelerius, själv kallade han sig Herr Lerbränner), född 19 mars 1848 i Simrishamn, död 23 augusti 1924 i Laholm, var en svensk keramiker.
År 1862 började Nilsson som lärling hos krukmakaren Knut Faltin i Simrishamn, och var därefter fram till 1871 gesäll hos kakelugnsmakaren Fredrik Sjöstedt i Fränninge och C.F. Lundholm i Lövestad. Han begav sig därefter till Ängelholm där han arbetade hos krukmakaren Jacobina Smedman, och var sedan en tid gesäll hos Jöns Christian Bossén i Laholm. År 1875 flyttade Nilsson till Köpenhamn, där han fick anställning vid Den kongelige Porcelainsfabrik. År 1894 återvände han till Sverige och slog sig då ned i Laholm, där han arrenderade Hasselbergs krukmakeri på Krukmakargränd. Tre år senare köpte han Jöns Christian Bosséns krukmakeri tvärs över gatan. Här verkade han som krukmakare fram till sin död. Vid denna tid var dock krukmakargods på väg att bli omodernt, och Nilsson hade svårt att överleva på sitt hantverk. Först mot slutet av hans liv vände trenden och hans alster började att uppskattas.